# Automobiles Marvel
Automobiles Marvel war ein französischer Hersteller von Automobilen.

## Unternehmensgeschichte
Das Unternehmen aus Paris begann 1905 mit der Produktion von Automobilen. Der Markenname lautete Marvel. 1908 endete die Produktion.

## Fahrzeuge
Im Angebot standen vier Modelle mit Vierzylindermotoren. Dies waren der 15 CV, der 20/24 CV, der 25/30 CV und der 30/40 CV. Der Motor war vorne im Fahrzeug montiert und trieb bei den drei schwächeren Modellen über eine Kardanwelle die Hinterachse an. Lediglich das stärkste Modelle verfügte über Kettenantrieb.